# Jay Reynolds
Jay Reynolds (Los Angeles, 16 ottobre 1969) è un chitarrista e polistrumentista statunitense prevalentemente noto come membro delle band Metal Church, Megadeth e Malice, nonché per la sua prolifica attività come turnista.

## Biografia
Reynolds, nato a Los Angeles, iniziò la sua attività suonando in varie band locali, intorno al 1984, e divenne popolare nel 1986, quando sostituì Mike Albert nei Megadeth. La sua permanenza nella band però durò poco, in quanto, a causa di divergenze con il leader, Dave Mustaine, venne licenziato, e sostituito da Jeff Young.
in seguito ha anche militato per alcuni anni nella band speed metal Malice, che però abbandonò nel 2000. Dal 2003 al 2008 fu invece membro dei Metal Church, ma in seguito al loro scioglimento tornò nei Malice.

## Altre attività
A partire dal 2015 Marshall è endorser per Mesa Boogie.

## Discografia

### Solista
- 1998 - Christmas Pop
- 2003 - Born to Be Free

### Con i Metal Church
- 2004 – The Weight of the World
- 2006 – A Light in the Dark
- 2008 – This Present Wasteland

### Con i Malice
- 1987 - License to Kill
- 2012 - New Breed of Godz

### Collaborazioni
- 2002 - Who I Am - Beverly Knights
- 2005 - I'll Be Ok - McFly
- 2007 - Comprades - Marty Stewart
- 2008 - The Cross Eyed Rambler - Paul Heaton
- 2014 - If the Rosies Don't Kill Us - christopher Dannys
- 2014 - Pixie Lott - Pixie Lott
- 2015 - Wake Up - The vamps
- 2017 - Dua Lipa - Dua Lipa
- 2019 - Black Saint - Everybody Want You
- 2022 - Paradise Again - Swedish House Mafia